# Boiga
Boiga là một chi lớn của rắn nọc độc, nọc sùi, những con rắn thông thường được biết đến như những con rắn mèo.

## Loài
- Boiga andamanensis (Wall, 1909) - Andaman Cat Snake
- Boiga angulata (Peters, 1861) - Leyte Cat Snake
- Boiga barnesii (Günther, 1869)
- Boiga beddomei (Wall, 1909) - Beddome's Cat Snake
- Boiga bengkuluensis (Orlov, Kudryavtzev, Ryabov & Shumakov, 2003)
- Boiga blandingii (Hallowell, 1844) - Blandings Tree Snake
- Boiga bourreti (Tillack, Ziegler & Le Khac Quyet, 2004)
- Boiga ceylonensis (Günther, 1858) - Sri Lanka Cat Snake
- Boiga cyanea (Duméril, Bibron & Duméril, 1854) - Green Cat Snake
- Boiga cynodon (Boie, 1827) - Dog-toothed Cat Snake
- Boiga dendrophila - Gold-ringed Cat Snake or Mangrove Snake
  - Boiga dendrophila annectens (Boulenger, 1896)
  - Boiga dendrophila dendrophila (Boie, 1827)
  - Boiga dendrophila divergens (Taylor, 1922)
  - Boiga dendrophila gemmicincta (Duméril, Bibron & Duméril, 1854)
  - Boiga dendrophila latifasciata (Boulenger, 1896)
  - Boiga dendrophila levitoni (Gaulke, Demegillo & Vogel, 2005)
  - Boiga dendrophila melanota (Boulenger, 1896)
  - Boiga dendrophila multicincta (Boulenger, 1896)
  - Boiga dendrophila occidentalis (Brongersma, 1934)
- Boiga dightoni (Boulenger, 1894) - Pirmad Cat Snake
- Boiga drapiezii (Boie & Boie, 1827) - White-spotted Cat Snake
- Boiga forsteni (Duméril, Bibron & Duméril, 1854) - Forsten's Cat Snake
- Boiga gokool (Gray, 1835) - Arrowback Tree Snake
- Boiga guangxiensis (Wen, 1998)
- Boiga irregularis (Merrem, 1802) - Brown Tree Snake
- Boiga jaspidea (Duméril, Bibron & Duméril, 1854) - Jasper Cat Snake
- Boiga kraepelini (Stejneger, 1902) - Kelung Cat Snake
- Boiga multifasciata (Blyth, 1861) - Many-banded Tree Snake
- Boiga multomaculata (Boie, 1827) - Many-spotted Cat Snake
- Boiga nigriceps (Günther, 1863) - Black-headed Cat Snake
- Boiga nuchalis (Günther, 1875)
- Boiga ochracea (Günther, 1868) - Tawny Cat Snake
- Boiga philippina (Peters, 1867) - Philippine Cat Snake
- Boiga pulverulenta (Fischer, 1856) - Fischer's Cat Snake
- Boiga quincunciata (Wall, 1908)
- Boiga saengsomi (Nutafand, 1985) - Banded Cat Snake
- Boiga schultzei (Taylor, 1923)
- Boiga siamensis (Nootpand, 1971) - Gray Cat Snake
- Boiga tanahjampeana (Orlov & Ryabov, 2002)
- Boiga trigonata - Indian Gamma Snake
  - Boiga trigonata trigonata (Schneider, 1802)
  - Boiga trigonata melanocephala (Annandale, 1904)
- Boiga wallachi (Das, 1998) - Nicobar Cat Snake
- Boiga ranawanei (Samarawickrama, Samarawickrama, Wijesena & Orlov, 2006 (2005)) - Ranawana's Golden Cat Snake